# Dimön
Dimön är ett äventyr och en liten kampanjmodul för den första utgåvan av rollspelet Drakar och Demoner. En reviderad utgåva kom 1984. Själva äventyret Dimöns hemlighet är ett konventionellt "grottkräl" inspirerat av Dungeons & Dragons där ett underjordiskt gångsystem ska utforskas i jakt på eventuella skatter. I detta fall byggdes anläggningen och var till nyligen bebodd av en svartkonstnär och hans lärling, som dock hade otur med en demon de frambesvärjt och därför inte längre finns på plats.
Förutom äventyret finns en utförlig beskrivning av byn Utkante, lämplig för spelledaren att passa in någonstans i sin spelvärld, samt en tabell för slumpmässiga händelser längs landsvägen.
Byn Utkante finns även med i Fria Ligans utgåva av Drakar och Demoner som gavs ut 2023.